# Hjertekæmpestenbræk
Hjerte-Kæmpestenbræk (Bergenia cordifolia) er en stedsegrøn staude med store, rosetstillede og læderagtige blade. 

## Beskrivelse
Bladene er omvendt ægformede med bugtet eller svagt tandet rand. Oversiden er blank og mørkegrøn, mens undersiden er lysegrøn. Hos nogle sorter farves bladene røde i vintertiden. 
Blomsterne sidder samlet i oprette stande på tykke stængler ca. 30 cm over bladrosetten. Hver blomst er klokkeformet og lyserød til rødviolet (afhængigt af sorten). Frøene modner meget sjældent i Danmark.
Planten har en tyk, krybende rodstok lige i jordoverfladen. På grund af dens vækst, vil bladrosetten hæves længere og længere over jorden.
Højde x bredde og årlig tilvækst: 0,30 x ? m (30 x 50 cm/år). 4 planter dækker 1 m² på 3 år. Disse mål kan fx bruges til beregning af planteafstande, når arten anvendes som kulturplante.

## Hjemsted
Hjerte-Kæmpestenbræk vokser i fugtige og snerige enge og bjergskove i Centralasien (Altajbjergene, Mongoliet og  Sibirien).